# Jōmyō-ji (Kamakura)

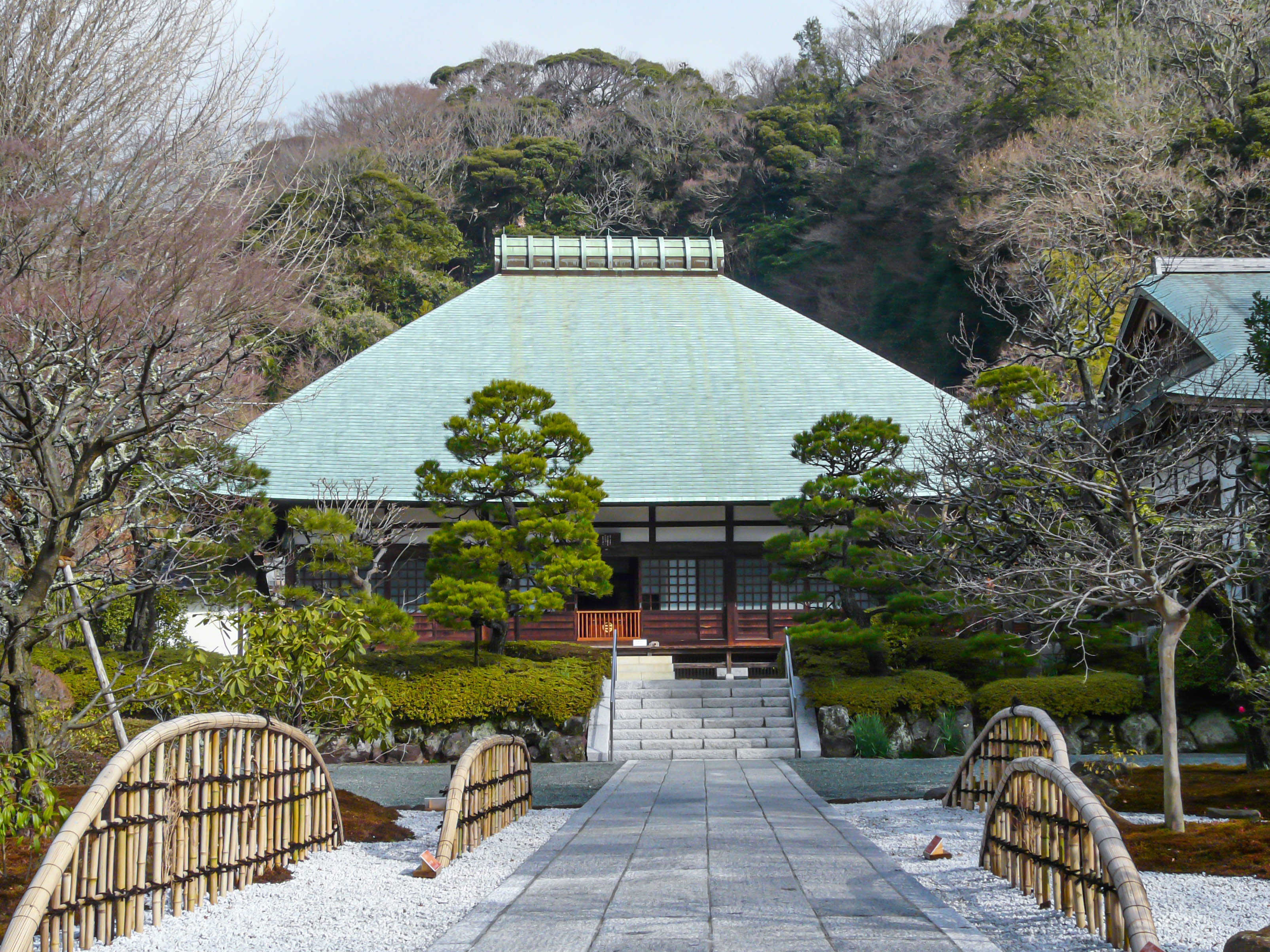
Haupthalle des Jōmyō-ji

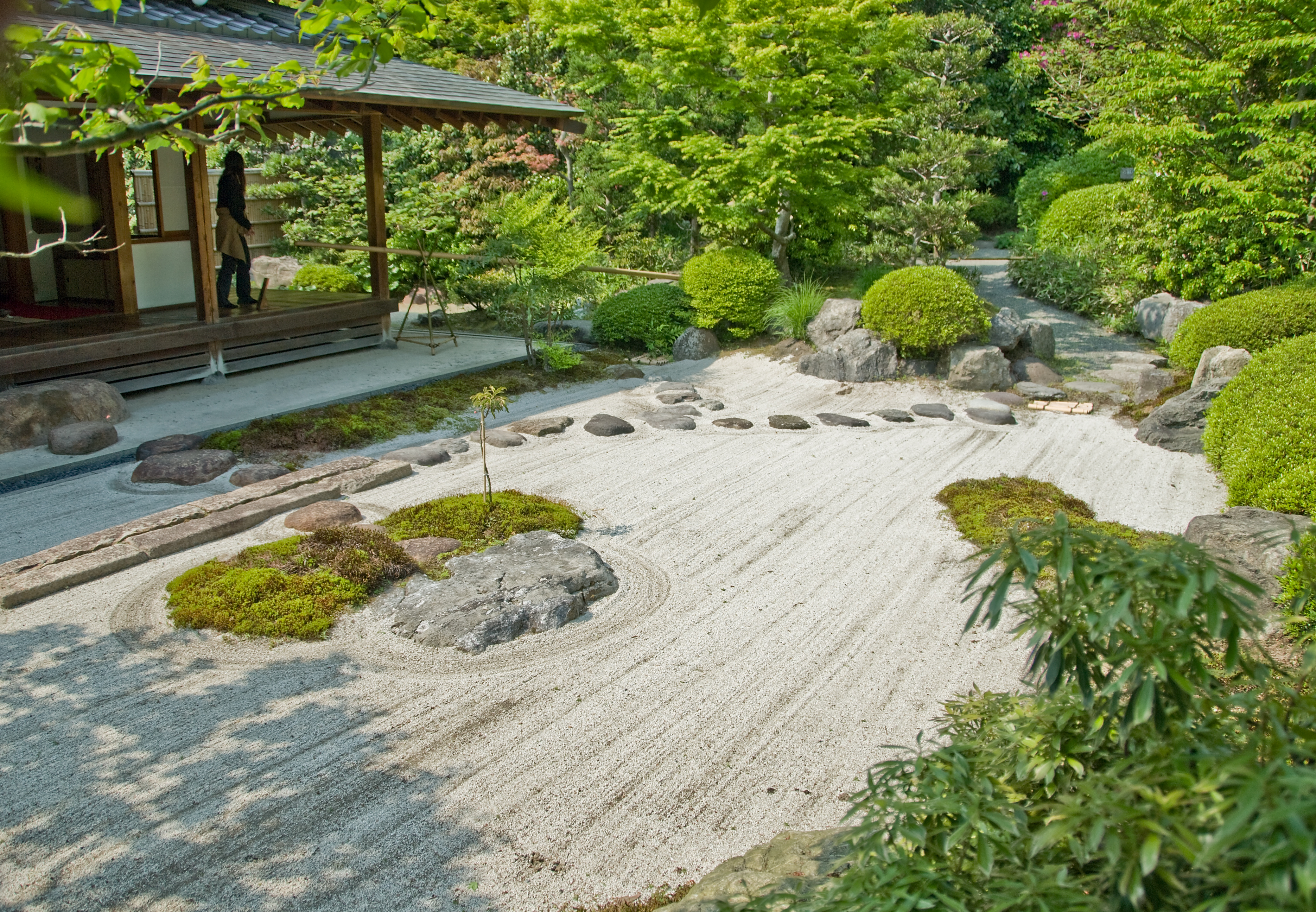
Steingarten (Kare-san-sui) im Jōmyō-ji

Der Jōmyō-ji (jap. 浄妙寺 oder 浄明寺) ist ein buddhistischer Tempel in der japanischen Stadt Kamakura (Präfektur Kanagawa). Er gehört zum Kenchō-ji-Zweig der Rinzai-shū und war Bestandteil des Gozan-Systems.

## Geschichte
Der Tempel wurde im Jahr 1188 von Ashikaga Yoshikane (足利義兼; 1154?–1199), damals Herr des Ashikaga-Klans, erbaut. Er gehörte anfänglich zur Shingon-shū; sein damaliger Name war Gokuraku-ji (極楽寺; nicht zu verwechseln mit dem Gokuraku-ji, der 1259 in Kamakura gegründet wurde und erst zur Jōdo-shū, später dann zur Shingon-Risshū gehörte). Erster Vorsteher am Tempel wurde der Mönch Taikō Gyōyū (退耕行勇; 1163–1241), ein Schüler von Myōan Eisai (1141–1215).
Erst unter der Herrschaft von Ashikaga Yoshiuji (足利義氏; 1189–1254) und der Vorsteherschaft des Mönchs Geppō Ryōnen (月峯了然/月峰了然), ein Schüler des chinesischen Chan-Mönchs Lanxi Daolong (chinesisch 蘭溪道隆, Pinyin Lánxī Dàolóng, W.-G. Lan-hsi Tao-long; jap. 蘭渓道隆, Rankei Dōryū; 1213–1278), konvertierte der Tempel um 1258 offiziell zum Rinzai-Zen. Zwischen 1257 und 1259 wurde der Tempel zudem in Jōmyō-ji umbenannt, zu Ehren von Ashikaga Sadauji (足利貞氏; 1273–1331), Vater von Ashikaga Takauji, der den Tempel zu dieser Zeit finanziell unterstützte und dessen buddhistischer Name Jōmyō war. Sadaujis Gruft steht noch heute auf dem Gelände des Tempels, markiert durch eine 1392 angefertigte, steinerne Hōkyōin-tō (宝篋印塔; eine Art Pagode).
Der Jōmyō-ji stieg in der Muromachi-Zeit schnell zu großer Macht auf, verlor diese aber ebenso schnell wieder durch militärische Konflikte sowie durch Naturkatastrophen, die seine weitreichenden Bauten im großen Maße zerstörten.
Bedeutende am Tempel wirkende Mönche waren u. a. der auch als Dichter bekannte Yakuō Tokken (約翁徳倹; 1244–1320), Kōhō Kennichi (高峰顯日/高峰顕日; 1241–1316), Zhuxian Fanxian (chinesisch 竺仙梵僊, Pinyin Zhúxiān Fànxiān; jap. 竺仙梵僊, Jikusen Bonsen; 1292?–1348?) und Tengan Ekō (天岸慧広).

## Architektur
In der Haupthalle, deren jüngster Bau aus dem Jahr 1756 datiert, stehen mehrere Statuen, darunter der Go-Honzon des Tempels, eine Statue von Shaka Nyorai aus dem 14. Jahrhundert. Weitere bedeutende Skulpturen in der Halle sind eine Taikō-Statue aus der späten Kamakura-Zeit, eine Kannon-Statue und eine Sambō-Kōjin-Statue (三宝荒神; eine japanisch-buddhistische Küchengottheit) aus der Muromachi-Zeit. Aus der Edo-Zeit stammen Statuen von Fujiwara no Kamatari, Awashima Myōjin (淡島明神; eine Shintō-Gottheit für sichere Geburten und die Heilung gynäkologischer Krankheiten), Garanjin (伽藍神) und Daruma (die letzteren beiden stammen aus dem Jahr 1731).
Eine weitere Statue im Eigentum des Tempels, zurzeit als Leihgabe im Besitz des Kamakura-Museums, ist eine Statue von Amida Nyorai aus dem 14. Jahrhundert.